# Russalu
Russalu – wieś w Estonii, prowincji Rapla, w gminie Märjamaa.